# Feriae conceptivae
Las feriae conceptivae o fiestas conceptivas eran fiestas religiosas romanas móviles cuyas fechas de celebración eran fijadas cada año por la autoridad romana competente responsable, ya fueran sacerdotes o magistrados (quotannis a magistratibus vel sacerdotibus concipiuntur). Generalmente estaban relacionadas con la vida agrícola.
En realidad, las fiestas públicas romanas (feriae publicae) eran mayoritariamente fijas (feriae stativae), aunque podían existir estas fiestas móviles (feriae conceptivae) u otras fiestas excepcionales (feriae imperativae).
Las feriae conceptivae romanas fueron las siguientes:
- Compitales, fiestas que se celebraban en las encrucijada de las calles en honor a los dioses lares.
- Sementinas, fiestas de la siembra en honor de Ceres y Tellus.
- Fornacalias, fiestas de los hornos.
- Amburbias, fiestas  expiatorias y de purificación para proteger la ciudad y más concretamente sus muros.
- Fiestas latinas, para consagrar la alianza que había hecho Roma con los pueblos del Lacio.
- Ambarvalias, fiestas vinculadas al campo y su protección, para que la cosecha llegara a buen fin.
- Rosalias, fiestas de las rosas que, aunque técnicamente no era una de las feriae conceptivae, tampoco tenían una fecha fija.